# 江西省 (汪兆銘政権)
江西省（こうせい-しょう）は汪兆銘政権に存在した省。

## 沿革
1940年（民国29年）、日本軍により占領された南昌市及び九江、星子、徳安、瑞昌、南昌、永修、新建、安義の1市8県に対し、廬山特別区が設置され湖北省の管轄とされた。
1943年（民国32年）5月6日、汪兆銘政権政治委員会第123次会議で江西省の設置を決定、廬山特別区が改編され、江西省が成立、省会が九江県に設置された。

## 歴代省長
- 鄧祖禹：1943年5月6日 - 12月30日
- 高冠吾：1943年12月30日 - 1945年3月3日
- 黄自強：1945年3月3日 - 〔8月、廃止〕